# Volo Northwest Airlines 85
Il volo Northwest Airlines 85 era un volo passeggeri di linea internazionale dall'aeroporto Metropolitano di Detroit-Contea di Wayne, Detroit, Stati Uniti, all'aeroporto Internazionale di Narita, Tokyo, Giappone. Il 9 ottobre 2002, un Boeing 747-400 che effettuava il volo subì un "guasto di fine corsa" al timone inferiore mentre si trovava sul Mare di Bering. Un tale tipo di guasto si verifica quando il timone dell'aeromobile si sposta al limite, destro o sinistro, senza alcun input da parte dell'equipaggio. In questo caso, il timone si spostò sul suo limite sinistro, richiedendo ai piloti utilizzare il timone superiore e l'alettone destro per mantenere l'assetto e la rotta.
Il volo venne dirottato verso l'aeroporto internazionale di Anchorage-Ted Stevens. Nessun passeggero o membro dell'equipaggio rimase ferito, ma l'incidente comportò l'emissione di una direttiva di aeronavigabilità per prevenire la possibilità di un incidente simile in futuro.

## L'aereo
Il velivolo coinvolto era un Boeing 747-400, marche N661US, numero di serie 23719, numero di linea 696. Volò per la prima volta nel 1988 e venne utilizzato per voli di test da Boeing. Fu ceduto nel dicembre del 1989 a Northwest Airlines. Era alimentato da 4 motori turboventola Pratt & Whitney PW4056. Al momento dell'incidente, l'aereo aveva circa 14 anni.
Il 24 febbraio 2009, l'aeromobile coinvolto nell'incidente, insieme agli altri 747-400 della flotta della Northwest Airlines, si unì alla flotta Delta Air Lines come parte della fusione Northwest-Delta Air Lines. L'8 settembre 2015 lasciò Honolulu, nelle Hawaii, per il suo volo finale e venne ritirato all'arrivo ad Atlanta, all'aeroporto internazionale di Hartsfield-Jackson Atlanta, in Georgia. Venne spostato al vicino Delta Flight Museum per essere esposto al pubblico alla fine di aprile 2016. Dopo essere stato spostato nella sua posizione attuale, una mostra permanente speciale, la 747 Experience, è stata costruita accanto al velivolo, ed è stata ufficialmente aperta il 28 marzo 2017.

## L'incidente
Il volo partì dall'aeroporto metropolitano di Detroit-Contea di Wayne alle 14:30 ora locale. L'incidente avvenne alle 17:40 (ora dell'Alaska), alla luce del giorno, dopo circa 7 ore di volo. Al momento dell'incidente, il comandante Frank Geib Junior e il primo ufficiale Mike Fagan avevano appena preso il controllo dell'aeromobile, permettendo al comandante John Hanson e al primo ufficiale David Smith di riposare. Il comandante del volo 85 dichiarò che l'evento si era verificato al livello di volo 350 (35 000 piedi (11 000 m)).
L'aeromobile entrò bruscamente in una virata verso sinistra tra i 30 e i 40 gradi. Geib inizialmente credette che si fosse verificato un guasto al motore. Hanson rientrò nella cabina di pilotaggio ed aiutò a pilotare l'aereo. Geib dichiarò un'emergenza e iniziò una deviazione verso Anchorage. Durante il tentativo di dichiarare l'emergenza, l'aereo si trovava in una zona morta per le comunicazioni tra il Nord America e l'Asia. Contattarono quindi un altro volo della Northwest Airlines, il volo 19, che li aiutò a dichiarare l'emergenza, poiché erano più vicini all'Alaska. Il comandante del volo 85 riferì che nessuna delle procedure di emergenza disponibili aveva corretto il problema. I piloti contattarono il centro di Northwest Airlines a Minneapolis-St.Paul. Gli impiegati della Northwest non furono in grado di trovare una soluzione all'improvvisa e continua virata. L'equipaggio mantenne il controllo del velivolo e atterrò all'aeroporto internazionale di Anchorage Ted Stevens. Per pilotare l'aereo, dovettero usare gli alettoni e una spinta asimmetrica dei motori, applicando più potenza ai motori su un lato rispetto all'altro.
Hanson affermò che la gestione delle risorse dell'equipaggio (CRM) contribuì all'atterraggio sicuro del volo ad Anchorage; disse "Questa era una classica applicazione del CRM. Siamo stati fortunati ad avere un equipaggio così qualificato. Eravamo in quattro piloti a lavorare insieme nella cabina di pilotaggio. Avevamo un eccellente gruppo di assistenti di volo a bordo, che è diventato importante in seguito perché lo abbiamo descritto come un'emergenza "rossa", il che significa che c'è una forte possibilità che si dovrà evacuare. Non eravamo sicuri di riuscire a mantenere l'aereo sulla pista". L'incidente inizialmente non ricevette alcuna attenzione dai media.

## Le indagini
Il National Transportation Safety Board (NTSB) e Boeing avviarono le indagini sull'incidente. L'investigatrice dell'NTSB Carolyn Deforge, che supervisionò le indagini, raccontò al programma televisivo Indagini ad alta quota che "sembrava essere un evento molto drammatico e ... sembrava definitivamente qualcosa su cui dovevamo agire, cercando di capire cosa fosse successo".
L'NTSB riscontrò che nel modulo di controllo dell'alimentazione dei meccanismi di controllo del timone c'era una crepa da fatica e che non era possibile ispezionare visivamente quel tipo di guasto. L'alloggiamento in metallo del modulo di controllo del timone inferiore si era rotto. La parte terminale dell'alloggiamento del modulo di controllo, che ospitava l'attuatore dello smorzatore di imbardata, si era separata dalla parte principale. Deforge dichiarò nell'episodio di Indagini ad alta quota che tale tipo di incidente era insolito, perché la maggior parte dei guasti riguarda componenti interni anziché l'alloggiamento stesso.
L'NTSB stabilì che la causa probabile era una "frattura da fatica del collettore del modulo di controllo della potenza del timone inferiore, che ha provocato un blocco del timone inferiore a fine corsa".

## Conseguenze
L'N661US non è stato danneggiato durante l'incidente ed è stato rimesso in servizio con la Northwest Airlines.

### Boeing
Venne sviluppato un processo di ispezione non distruttivo per il meccanismo che regola il timone. Di conseguenza, Boeing pubblicò il Bollettino di servizio di emergenza 747-27A2397. Il bollettino, datato 24 luglio 2003, raccomandava agli operatori del Boeing 747 di effettuare ispezioni ad ultrasuoni dei pertinenti moduli di controllo della potenza del timone inferiore e superiore.

### Federal Aviation Administration
La Federal Aviation Administration (FAA) pubblicò un Notice of Proposed Rule Making (NPRM) per una direttiva di aeronavigabilità che avrebbe reso obbligatori i controlli ad ultrasuoni sugli aeromobili Boeing 747-400, 400D e 400F. La direttiva venne pubblicata nel registro federale il 28 agosto 2003. Tale documento, etichettato come "direttiva 2003-23-01", fu rilasciato il 3 novembre 2003 ed entrò in vigore il 18 dicembre 2003. Venne sostituita dalla direttiva 2006-18-17, emessa il 30 agosto 2006 e in vigore dal 13 ottobre 2006. Nel 2008 fu pubblicata una proposta di sostituzione di questa direttiva.

### Onorificenze
Nel 2003, l'Air Line Pilots Association assegnò il "Superior Aircraft Award" all'equipaggio del volo Northwest 85.

### Eventi Successivi

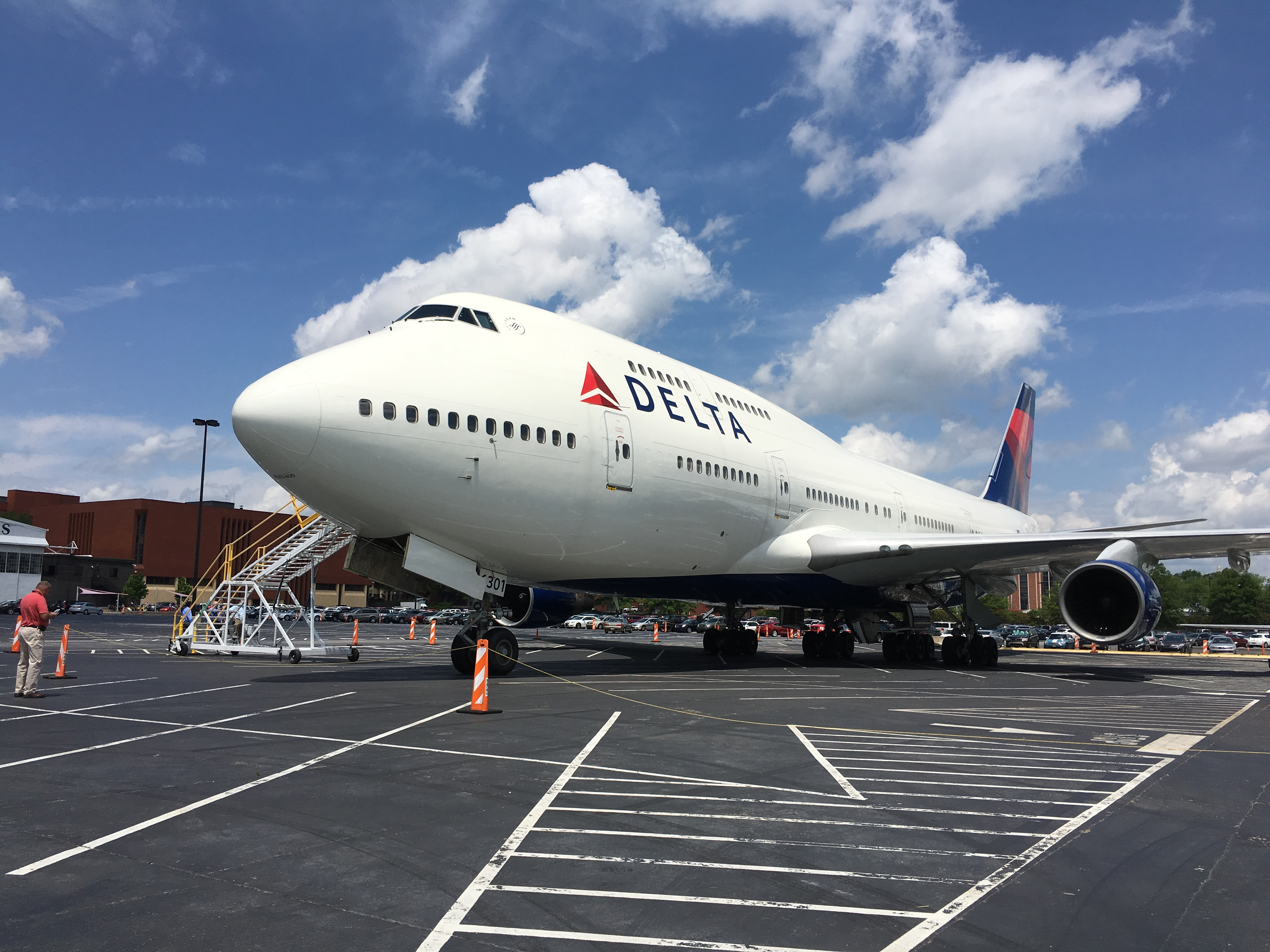
L'ultimo arrivo dell'N661US al Delta Flight Museum, il 20 agosto 2016

Il 24 febbraio 2009, l'aereo coinvolto nell'incidente, insieme agli altri 747-400 della flotta della Northwest Airlines, si unì alla flotta della Delta Air Lines come parte della fusione Northwest-Delta Air Lines. L'8 settembre 2015, ha lasciato Honolulu, Hawaii, per il suo volo finale ed è stato ritirato all'arrivo, all'Aeroporto Internazionale Atalanta-Hartsfield-Jackson. È stato trasferito nell'adiacente Delta Flight Museum per essere esposto al pubblico alla fine di aprile 2016. Dopo essere stato spostato nella sua posizione attuale, accanto all'aereo è stata costruita una speciale mostra permanente chiamata 747 Experience, che è stata formalmente aperta il 28 marzo 2017.

## Cultura di massa
L'incidente del volo Northwest Airlines 85 è rappresentato nel sesto episodio dell'undicesima stagione del documentario canadese Indagini ad alta quota. L'episodio si intitola "Momento di svolta".